# 史鵷
史鵷（？年—？年），浙江紹興府餘姚縣（今浙江省餘姚市）人。明朝政治人物。

## 生平
正德十四年（1519年），史鵷舉己卯科浙江鄉試，為經魁。歷官大名府通判。官至江西廣信府同知。

## 家族
子史桂，監生。孫史金，县主簿，史鈳，隆慶辛未進士；史銓，舉人；史元熙，舉人。
曾孫史记勋，萬曆癸未進士。